# Bernard Blancan
Bernard Blancan (Bayonne, 9 settembre 1958) è un attore francese.

## Biografia
Nato nel 1958 a Bayonne, Blancan ha lasciato l'impiego di funzionario statale per intraprenere la carriera attoriale in seguito all'incontro con Yves Caumon, che lo ha diretto nel suo cortometraggio, Antonin. La carriera di Blancan inizia nel 1989, ottenendo numerosi ruoli in film francesi, tra i quali Remì in L'amante inglese con Kristin Scott Thomas.

## Filmografia

### Cinema
- Le Cri de Tarzan, regia di Thomas Bardinet (1996)
- La Beauté du monde, regia di Yves Caumon (1998)
- Un dérangement considérable, regia di Bernard Stora (1998)
- Pelle d'uomo cuore di bestia (Peau d'homme, coeur de bête), regia di Hélène Angel (1999)
- Kennedy et moi, regia di Sam Karmann (1999)
- Amour d'enfance, regia di Yves Caumon (2001)
- Un moment de bonheur, regia di Antoine Santana (2001)
- Le Chignon d'Olga, regia di Jérôme Bonnell (2001)
- Fais-moi des vacances, regia di Didier Bivel (2002)
- Le Pharmacien de garde, regia di Jean Veber (2002)
- Rencontre avec le dragon, regia di Hélène Angel (2002)
- Così fan tutti (Comme une image), regia di Agnès Jaoui (2004)
- Je suis un assassin, regia di Thomas Vincent (2003)
- Inguélézi, regia di François Dupeyron (2003)
- Alive, regia di Frédéric Berthe (2004)
- Cache-Cache, regia di Yves Caumon (2004)
- Quartier VIP, regia di Laurent Firode (2004)
- La Ravisseuse, regia di Antoine Santana (2004)
- La Maison de Nina, regia di Richard Dembo (2005)
- Days of Glory (Indigènes), regia di Rachid Bouchareb (2006)
- Un an, regia di Laurent Boulanger (2006)
- Capitaine Achab, regia di Philippe Ramos (2006)
- Résistance aux tremblements, regia di Olivier Hems - cortometraggio (2007)
- Les Insoumis, regia di Claude-Michel Rome (2008)
- Les Hauts Murs, regia di Christian Faure (2008)
- Le Voyage aux Pyrénées, regia di Arnaud e Jean-Marie Larrieu (2008)
- Léger tremblement du paysage, regia di Philippe Fernandez (2008)
- London River, regia di Rachid Bouchareb (2009)
- Adieu Gary, regia di Nassim Amaouche (2009)
- No Pasaran, regia di Éric Martin ed Emmanuel Caussé (2009)
- L'amante inglese (Partir), regia di Catherine Corsini (2009)
- La Robe du soir, regia di Myriam Aziza (2009)
- Les Nuits de Sister Welsh, regia di Jean-Claude Janer (2010)
- Uomini senza legge (Hors-la-loi), regia di Rachid Bouchareb (2010)
- Suerte, regia di Jacques Séchaud (2010)
- Jeanne captive, regia di Philippe Ramos (2011)
- Le week-end, regia di Christopher Granier-Deferre (2012)
- L'Enclos du temps, regia di Jean-Charles Fitoussi (2013)
- 12 ans d'âge, regia di Frédéric Proust (2013)
- Landes, regia di François-Xavier Vives (2013)
- French Connection (La French), regia di Cédric Jimenez (2014)
- Nazar Palmus, regia di Srinath Samarasinghe (2014)
- Cosmodrama, regia di Philippe Fernandez (2015)
- Vendeur, regia di Sylvain Desclous (2016)
- D'une pierre deux coups, regia di Fejria Deliba (2015)
- Sur le plancher des vaches, regia di Fabrice Tempo (2016)
- Toril, regia di Laurent Teyssier (2016)
- Larguées, regia di Éloïse Lang (2018)
- Edmond, regia di Alexis Michalik (2019)
- Nos frangins, regia di Rachid Bouchareb (2022)
- Simone, le voyage du siècle, regia di Olivier Dahan (2021)
- Le vele scarlatte (L'Envol), regia di Pietro Marcello (2022)
- Chien de la casse, regia di Jean-Baptiste Durand (2023)
- Une affaire de principe, regia di Antoine Raimbault (2024)

### Televisione
- Puissance 4, regia di Patrick Saglio - serie TV (1993)
- Les Moissons de l'océan, regia di François Luciani - serie TV (1997)
- La bicicletta blu (La Bicyclette bleue), regia di Thierry Binisti - miniserie TV (2000)
- Boulevard du Palais, regia di Frédéric Auburtin - serie TV (2001)
- La Crim', regia di Denis Amar - serie TV (2001)

- H, regia di Frédéric Berthe - serie TV (2002)
- Juliette Lesage, médecine pour tous, regia di Christian François - serie TV (2002)
- Avocats et Associés, Christian Bonnet - serie TV (2002)
- Il commissario Cordier (Les Cordier, juge et flic), regia di Michaël Perrotta - serie TV (2003)
- Il giudice e il commissario (Femmes de loi), regia di Benoît d'Aubert - serie TV (2003)
- Franck Keller, regia di Dominique Tabuteau - serie TV (2005)
- Louis Page, regia di Patrick Poubel - serie TV (2006)
- Marion Jourdan, regia di Jean-Marc Seban - serie TV (2006)
- Lettres de la mer rouge, regia di Emmanuel Caussé - serie TV (2006)
- Chasse à l'homme, regia di Arnaud Sélignac - serie TV (2006)
- Le Temps de la désobéissance, regia di Patrick Volson - serie TV (2006)
- Louis la Brocante, regia di Patrick Marty - serie TV (2007)
- Mystère, regia di Didier Albert - miniserie TV (2007)
- Chez Maupassant, regia di Olivier Schatzky - serie TV (2007)
- Elles et moi, regia di Bernard Stora - serie TV (2008)
- Doom-doom, regia di Laurent Abitbol e Nicolas Mongin - serie TV (2008)
- Le Voyage de la veuve, regia di Philippe Laïk - serie TV (2008)
- Charlotte Corday, regia di Henri Helman - serie TV (2008)
- Louise Michel, regia di Sólveig Anspach - serie TV (2009)
- Contes et nouvelles du XIXe siècle, regia di Claude Chabrol - serie TV (2009)
- Revivre, regia di Haim Bouzaglo - miniserie TV (2009)
- Main basse sur une île, regia di Antoine Santana - serie TV (2010)
- Commissaire Magellan, regia di Claire de la Rochefoucauld - serie TV (2011)
- Flics, regia di Thierry Petit - serie TV (2011)
- Quand la guerre sera loin, regia di Olivier Schatzky - serie TV (2011)
- L'Été des Lip, regia di Dominique Ladoge - serie TV (2011)
- Carmen, regia di Jacques Malaterre - serie TV (2011)
- Mange, regia di Julia Ducournau e Virgile Bramly - serie TV (2012)
- La Loi de mon pays, regia di Dominique Ladoge - serie TV (2012)
- Les Limiers, regia di Alain DesRochers - serie TV (2013)
- Le Clan des Lanzac, regia di Josée Dayan - serie TV (2013)
- Un village français - serie TV (2013-2017)
- Meurtres à Carcassonne, regia di Julien Despaux - serie TV (2015)
- Missions, regia di Julien Lacombe - serie TV (2017)
- Sigmaringen, le dernier refuge, regia di Serge Moati - serie TV (2017)
- Le Bruit des trousseaux, regia di Philippe Claudel - serie TV (2021)
- Le Voyageur, regia di Klaus Biedermann - serie TV (2022)
- Alex Hugo, regia di Pierre Isoard, - serie TV, episodio 9x1 (2022)
- Qu'est-ce qu'elle a ma famille?, regia di Hélène Angel - serie TV (2022)
- Vise le cœur, regia di Vincent Jamain - serie TV (2023)

## Doppiatori italiani
- Tony Sansone in Days of Glory
- Luca Biagini in French Connection